# Dekanat Oxford North
Dekanat Oxford North – jeden z 18 dekanatów rzymskokatolickiej archidiecezji Birmingham w Wielkiej Brytanii. Swoim zasięgiem obejmuje głównie terytorium miasta Oksford. W jego skład wchodzi 13 parafii.

## Lista parafii
| Lp. | Miejscowość | Parafia                                        | Kościół                                                  | Grafika |
| --- | ----------- | ---------------------------------------------- | -------------------------------------------------------- | ------- |
| 1   | Oksford     | Parafia bł. Dominika Barberi                   | Kościół bł. Dominika Barberi w Oxford                    |         |
| 2   | Headington  | Parafia Bożego Ciała                           | Kościół Bożego Ciała w Headington                        |         |
| 3   | Witney      | Parafia Najświętszej Maryi Panny i św. Hugh    | Kościół Najświętszej Maryi Panny i św. Hugh w Witney     |         |
| 4   | Oksford     | Parafia Matki Bożej Wspomożenia Wiernych       | Kościół Matki Bożej Wspomożenia Wiernych w Oxford        |         |
| 5   | Oksford     | Parafia Najświętszego Serca Jezusowego         | Kościół Najświętszego Serca Jezusowego w Oxford          |         |
| 6   | Oksford     | Parafia św. Antoniego Padewskiego              | Kościół św. Antoniego Padewskiego w Oxford               |         |
| 7   | Oksford     | Parafia św. Edmunda i św. Frideswide           | Kościół św. Edmunda i św. Frideswide w Oxford            |         |
| 8   | Oksford     | Parafia św. Grzegorza i św. Augustyna          | Kościół św. Grzegorza i św. Augustyna w Oxford           |         |
| 9   | Burford     | Parafia św. Johna Fishera i św. Tomasza Morusa | Kościół św. Johna Fishera i św. Tomasza Morusa w Burford |         |
| 10  | Carterton   | Parafia św. Józefa                             | Kościół św. Józefa w Carterton                           |         |
| 11  | Eynsham     | Parafia św. Piotra                             | Kościół św. Piotra w Eynsham                             |         |
| 12  | Kidlington  | Parafia św. Tomasza Morusa                     | Kościół św. Tomasza Morusa w Kidlington                  |         |
| 13  | Oksford     | Parafia św. Alojzego                           | Kościół św. Alojzego w Oxford                            |         |